# Lenzfried
Lenzfried è una frazione (Ortsteil) della città di Kempten, nel land della Baviera, in Germania.